# アンダーグラウンド (村上春樹)
『アンダーグラウンド』は、村上春樹のノンフィクション文学作品。

## 概要
1997年3月13日、講談社より刊行された。カバー写真は稲越功一。装丁は川上成夫。本文デザインはこやまたかこ。1999年2月、講談社文庫として文庫化された（777ページ）。2003年9月、『村上春樹全作品 1990〜2000 第6巻 アンダーグラウンド』に収められる（699ページ、著者による「解題」つき）。
1995年3月20日に起きた地下鉄サリン事件の被害者やその関係者に、村上自身がインタビューを行ったものをまとめた作品である。ただし、当時信州大学医学部長を務めていた柳澤信夫については、リサーチャーの高橋秀実が長野県松本市まで出向きインタビューを行った。
村上は1998年11月に、続編にあたる『約束された場所で―underground 2』を発表している。これはオウム真理教の信者・元信者に対して取材を行ったものである。
2000年6月、英訳版『Underground: The Tokyo Gas Attack and the Japanese Psyche』が上記『約束された場所で』と合本のかたちで刊行された。翻訳はアルフレッド・バーンバウムとフィリップ・ガブリエル。

## きっかけから執筆に至るまで
- 1995年3月20日、村上は神奈川県大磯の自宅にいた。当時アメリカのマサチューセッツ州に住んでいたが、所属していた大学が春休みだったのでたまたま一時帰国していた。午前10時にマスコミ関係者の知り合いから電話がかかり、「これは間違いなくオウムのしわざだから、しばらく東京に出てこない方がいい」と言われたという[3]。

- 事件後、氾濫する各種マスコミの情報の中に、知りたいことは見あたらなかった。村上が知りたかったのは「そのときに地下鉄の列車の中に居合わせた人々は、そこで何を見て、どのような行動をとり、何を感じ、考えたのか」[4]ということだった。

- 地下の世界は村上にとって、一貫して重要な小説のモチーフであり舞台であった。とりわけ『世界の終りとハードボイルド・ワンダーランド』と『ねじまき鳥クロニクル』において、地下の世界は物語の中で中心的な役割を果たしていた。地下鉄サリン事件に興味を持ったのはそういった個人的背景もあると村上は述べている[5]。

- 村上は1995年夏にアメリカから帰国。秋頃、押川節生と高橋秀実の二人のリサーチャーに編集者を加えたチームが形成される。担当編集者はデビュー作『風の歌を聴け』からの付き合いである[6][7]木下陽子だった。最初のインタビューが行われたのが1995年12月、すべての原稿を書き終えたのが1997年1月だった[8]。

- 証言者（インタビュイー）はリサーチャーである押川節生と高橋秀実が探し出した[9]。

- インタビュイーの総数は62人に及んだが、そのうちの2人から原稿化したあとで証言の掲載を拒否された[10]。

- 本書を構成するにあたって、スタッズ・ターケルとボブ・グリーンのそれぞれの著作から有益なヒントを得たという[11]。「ボブ・グリーンの著作というのは『ホームカミング』のことではないか」という読者の質問に対し、村上は「ボブ・グリーンの本はたしかに『ホームカミング』です。あれは優れたいい本ですよね。ひとつの疑問をもって、それを丁寧に追求していくという手法は、『そうだな』と思わされるところがありました」と答えている[12]。『ホームカミング』は、1991年9月、文藝春秋から井上一馬の訳で出版されている。

## インタビュー
千代田線 A725K
9人がインタビューに応じている。関係者として、事件当時の聖路加国際病院の精神科医長も証言している。築地にある同病院には被害者640人が搬送された。
地下鉄千代田線のサリン散布を実行したのは、林郁夫と新實智光であった。2人が亡くなり、231人が重軽傷を負った。
丸ノ内線（荻窪行き） A777
8人がインタビューに応じている。関係者として、坂本堤弁護士と司法修習で同じ班だった弁護士も証言している。同弁護士はインタビュー当時「地下鉄サリン事件被害者の会」の相談窓口を引き受けていた。
地下鉄丸ノ内線池袋発、荻窪行き電車のサリン散布を実行したのは、廣瀬健一と北村浩一であった。1人が亡くなり、358人が重軽傷を負った。
丸ノ内線（池袋行き／折り返し） B701／A801
3人がインタビューに応じている。関係者として、東邦大学医療センター大森病院の医師も証言している。同医師は事件の前日から当日の朝9時まで管理当直を務めていた。
地下鉄丸ノ内線池袋行き電車のサリン散布を実行したのは、横山真人と外崎清隆であった。死者は出なかったが、約200人が重軽傷を負った。
日比谷線（中目黒発東武動物公園行き） B711T
8人がインタビューに応じている。関係者として、松本サリン事件の被害者の治療を行った信州大学医学部長の柳澤信夫も証言している。
地下鉄日比谷線中目黒発、東武動物公園行き電車のサリン散布を実行したのは、豊田亨と高橋克也であった。1人が亡くなり、532人が重軽傷を負った。
日比谷線（北千住発中目黒行き） A720S
32人がインタビューに応じている。
地下鉄日比谷線北千住発、中目黒行き電車のサリン散布を実行したのは、林泰男と杉本繁郎であった。8人が亡くなり、2475人が重軽傷を負った。

## その他
- 上記の死者と重軽傷者の数は本書の記述による。本書の出版後、事件の翌日入浴中に水死した男性は、2008年12月施行のオウム被害者救済法によりサリン吸引が浴室での事故の原因と判断され、13人目の死者として認定された[14]。

- 2006年3月の東京大学文科一類入学試験（後期日程）の「論文II」（いわゆる小論文）において、『アンダーグラウンド』「はじめに」の数ページが問題文として用いられた[15]。読売新聞は「犯罪被害者については2005年末、実名・匿名のどちらで発表するかの判断を原則的に警察に委ねることが閣議決定され、論議を呼んでいる中での出題となった」とコメントしている[16]。

- 村上朝日堂ホームページに、本書に関する読者からのメールが多数寄せられた。それはのちにまとまった形で『CD-ROM版村上朝日堂 夢のサーフシティー』（朝日新聞社、1998年7月）に収められた。

- 本書のリサーチャーを務めた高橋秀実はノンフィクション作家。『からくり日本主義』（2002年）、『「弱くても勝てます」 開成高校野球部のセオリー』（2012年）などの著書がある。村上は高橋についてこう述べている。「高橋秀実さんはちょっと変わった人で、会うたびにいつも『いや、困りました。弱りました』と言っている。背も高く、体つきもよく、だいたい日焼けしていて（取材焼けかもしれない）、真っ黒な髭まではやしていて、昔ふうに言えばまさに『偉丈夫』というところである。」[17]

- 丸ノ内線中野坂上駅で心肺停止状態で救護されたものの、全身に麻痺が残り、寝たきりになった浅川幸子は2020年3月10日、東京近郊の病院で死去した。死因はサリン中毒による低酸素脳症だった。享年56。同年3月19日、被害者救済活動などを行っていた兄の浅川一雄や代理人弁護士らは都内で会見し、幸子の死を明らかにした[18]。産経新聞論説委員の長戸雅子は同年8月2日、同紙に幸子の生涯を綴った記事を寄稿。本書に登場する「明石達夫」「明石志津子」は浅川一雄・幸子兄妹であると明記した[19][20]。